# 단군기원
단군기원(檀君紀元) 또는 단기(檀紀)는 한민족의 역사가 시작되는 시점인 단군의 고조선 건국 연대를 기준으로 하는 상징적인 기년이다. 그레고리력을 기준으로 기원전 2333년이 단기 1년으로, 서기 2025년은 단기 4358년이 된다. (단군 기원 = 서력기원 + 2333년)
전근대 한민족의 조상들이 오랜 역사와 전통을 5000년간 지켜왔다는 것을 나타내는 자긍심의 표현인 것으로 평가되며, 현대에도 한민족의 상징적·신화적인 기년으로 인정되고 있다.

## 역사
단군과 단군기원의 연대에 대한 최초의 기록은 《삼국유사》이다. 일연은 이 책에서 “단군왕검은 요임금이 즉위한 지 50년인 경인년에 평양성에 도읍을 정하고 비로소 조선이라 불렀다.”라고 하였다. 또한 그곳에  “요임금 즉위 원년은 무진년이니 즉위 50년은 정사년이지 경인년이 아니다.”라고 할주를 달았다. 이에 따르면 단군기원인 정사년은 기원전 2284년이다.
이승휴(李承休)가 지은 《제왕운기》 동국군왕개국연대(東國君王開國年代)에는 제석천(帝釋天, 옥황상제)의 손자 단군이 제고(帝高)와 같은 무진년에 즉위하여 은(殷)나라 무정(武丁) 8년 을미에 아사달산에 들어가 신(神)이 되었는데, 그 동안 나라를 다스린 기간이 1028년이라 했다. 이러한 이승휴의 연대 기록은 당시의 전근대 역사학의 기준으로도 오류가 있는데, 전근대 역사학에서 공인되었던 기묘년(기원전 1122년)을 중심으로 계산하면 《제왕운기》에서 단군이 즉위한 해는 기원전 2313년이 되며 이 해는 무진년이 아니다. 대체로 학계에서는 1028년을 1048년의 오기로 여기는데, 이렇게 보정하면 무진년(기원전 2400년)이 된다.
한편 단군기원에 대하여 직접적으로 언급한 가장 오래된 기록은 《고려사》 열전 '백문보(白文寶, 1303~1374)'조(條)로, 공민왕에게 올린 상소에서 단군을 언급했다.
하늘의 기수(氣數)는 순환하여 700년이 한 소원(小元)이 되고, 3600년이 쌓이면 한 대주원(大周元)이 되니, 이것이 황제(皇帝)와 왕패(王覇)의 치난흥쇠(治難興衰)의 기회가 됩니다. 우리 동방은 단군부터 지금(1363년)까지 이미 3600년이므로 주년(周年)의 기회가 됩니다.

여기서 백문보가 단군이 치세를 시작했다고 여긴 연도는 현재의 단기 원년(기원전 2333년, 무진년)과 다르다. 백문보의 글을 모은 문집 《담암일집》의 부록에 실린 편년(編年)에 따르면, 백문보는 이 상소를 공민왕 12년(1363, 계묘)에 올렸다. 따라서 백문보의 말을 문자 그대로 받아들여 1363년으로부터 3600년을 거슬러 헤아리면, 백문보가 생각한 단군 치세 원년은 기원전 2238년(계묘), 또는 기원전 2237년(갑진)이다. 
기원전 2400년에 단군이 고조선을 건국했다고 확정적으로 서술한 책은 조선 세종 때 서거정이 만든 《동국통감》이 최초이다.
이가 단군(檀君)이며 국호(國號)는 조선(朝鮮)이었는데, 바로 당요(唐堯) 무진년(戊辰年:기원전 2333년)이었다.

## 단기폐지 논란
1948년 7월 11일 국회 133명의 재석의원 중 106명이 찬성하여 "대한민국의 공용 연호는 단군기원(檀君紀元)으로 한다."는 내용의 「연호에 관한 법률」(법률 제4호)이 의결되었고, 같은 해 9월 25일부터 단기연호가 시행되었다. 그러나, 5.16 군사정부가 1961년 12월 2일 "대한민국의 공용 연호는 서력기원(西曆紀元)으로 한다."는 내용으로 「연호에 관한 법률」(법률 제775호)을 다시 제정함으로써 1962년 1월 1일부터 단군기원이 폐지되고 서력기원이 채택되었다.
이후에도 사회 일각과 국회의원들 일부에서는 국제적으로 많이 쓰고 있는 서기와 함께 우리의 주체성을 함께 살리는 단기를 병용하자는 주장이 제기되어왔다. 단기병용론자들은 분단된 남북의 동질성 회복과 민족 통일을 위해서도 개천절의 의의와 가치를 재조명해야 하므로, 단기 연호는 부활되어야 한다고 주장하고 있다.
그러나, 법제처는 2012년 7월 8일 "대한민국의 공용연호는 서기이며, 단기를 함께 쓸 경우 불기(佛紀)도 문제될 수 있으므로 혼란이 커질 것"이라는 이유로 단기연호를 공용연호로 쓸 수 없음을 발표하였다.

## 같이 보기
- 대한민국 (연호)
- 개천절
- 불기
- 서력 기원
- 음력
- 조선의 연호
- 주체연호
- 일본의 연호
- 단군

## 참고 문헌
- 일연 (1281). 〈권제1〉. 《삼국유사》.